# Rico Benatelli
Rico Benatelli, né le 17 mars 1992 à Bochum, est un footballeur professionnel allemand, qui évolue au poste d'Milieu de terrain à Austria Klagenfurt.

## Carrière
Rico Benatelli joue enfant au VfL Bochum, où son père Frank Benatelli est recruteur. À 16 ans, il intègre l'équipe des jeunes du Borussia Dortmund. Il est alors victime de deux fractures du métatarse, ce qui compromet une carrière professionnelle.
Néanmoins, il obtient un contrat pour l'équipe réserve du Borussia Dortmund destiné aux joueurs de moins de 23 ans. Après six mois de rétablissement, il joue en ligue régionale et devient un cadre de l'équipe. Alors que l'équipe est deuxième de sa poule derrière le Sportfreunde Lotte, et obtient la qualification après un refus pour Lotte, l'équipe gagne au cours de la seconde moitié du championnat 52 des 57 points possibles. L'équipe obtient alors la montée en division supérieure pour la saison 2012-2013 de 3. Liga.
Grâce à une victoire contre l'équipe réserve du VfB Stuttgart à la dernière journée, le Borussia Dortmund II évite la relégation.
Libre de tout contrat, il signe avec le FC Erzgebirge Aue pour la saison 2013-2014 de 2. Bundesliga. Il joue un total de 68 matchs en 2. Bundesliga avec cette équipe, inscrivant neuf buts. Il s'engage avec le Würzburger Kickers pour la saison 2015-2016 de 3. Liga. L'équipe bavaroise obtient l'accession en division supérieure à l'issue de la saison.